# Todenhausen (Wolfhagen)
Koordinaten: 51° 18′ 19″ N, 9° 11′ 37″ O
Todenhausen war eine Dorfsiedlung in der heutigen Gemarkung der nordhessischen Stadt Wolfhagen, Landkreis Kassel. Der Ort wurde im Jahre 1074 erstmals urkundlich erwähnt und war spätestens 1422 wüst.

## Geographische Lage
Der Ort befand sich etwa 2,5 km südöstlich von Wolfhagen und rund 1 km nördlich des Wolfhager Stadtteils Bründersen an der Wolfhager Gemarkungsgrenze auf 302 m Höhe in den Feldern der Flur Todenhausen unmittelbar östlich der Kreisstraße 107 von Wolfhagen nach Bründersen. Etwa 250 m westlich befindet sich das Naturschutzgebiet Glockenborn, ein Feuchtgebiet um den gleichnamigen und von der Quelle Glockenborn und dem Mühlenwasser gespeisten Teich. Auch die Flurnamen „Am Todenhäuser Sande“, etwas südöstlich gelegen, und „Todenhäuser Wiesen“ (um das NSG Glockenborn) weisen auf die verschwundene Siedlung hin.

## Ortsname
Der Ortsname erschien im Laufe der Jahrhunderte in wechselnder Schreibweise, wobei es bei den frühen Angaben unklar ist, ob sie sich auf dieses oder ein anderes Todenhausen beziehen: Doddonhusun (968–969), Dodenhusen (976–979, 1206), Dodenhusun (1081), Dǒdenhusen (1123), Tůtenhůsen (1154/59), Dothenhusen (1231), Tudenhusen (1253, 1310), Thodinhusin (1361), Todeshusen (1424, 1435), Thodenhusen (1442), Todtenhausen (1708/10) und Todtenhausen (1926); auch Dudinhusen und Düdenhusen werden genannt.

## Geschichte
Nur wenig ist zur Geschichte des Orts bekannt, und ob es sich bei einigen der urkundlichen Hinweise um dieses oder ein anderes Todenhausen handelt, ist auch nicht immer klar. So ist z. B. nicht mehr festzustellen, in welchem Todenhausen das Kloster Corvey im 10. Jahrhundert Grundbesitz hatte. Unsicher ist auch, ob die Bestätigungen der Päpste Innozenz III. im Jahre 1206 und Gregor IX. 1231 von Besitz des Klosters Werbe sich auf dieses Todenhausen beziehen; allerdings ist dies wahrscheinlich, da die Dörfer Bründersen und Immenhausen als benachbart genannt werden. Gesichert ist, dass der Abt Hildebold des Klosters Hasungen in der Zeit 1154/1159 insgesamt fünf Hufen in Todenhausen erwarb und sie seinem Kloster als Seelgerät schenkte. Zehnteinkünfte in Todenhausen sind für das St. Petri-Stift in Fritzlar 1209, 1253 und 1310 bekundet.
Die Siedlung lag wohl bereits 1422 wüst, spätestens jedoch 1437, als Reinhard von Dalwigk und dessen Neffe und Mündel Friedrich IV. von Hertingshausen dem Landgrafen Ludwig I. von Hessen die Weidelsburg und auch Todenhausen zu Lehen auftrugen; 1448 wurden die beiden nach wiederholtem Landfriedensbruch vom Landgrafen und dem Mainzer Erzbischof Dietrich durch Entzug großer Teile ihres Lehnsbesitzes, darunter die Weidelsburg und Todenhausen, bestraft.
Der alte, 1927 letztmals belegte Friedhof an der K 107 nördlich des Mühlenwassers, im Volksmund „Alte Kraft“ genannt (51° 18′ 16″ N, 9° 11′ 32″ O), ist der Kirchhof der einstigen, um 1100 geweihten Todenhäuser Kirche, die von den Eltern des damaligen Presbyters Albrandt gestiftet wurde. Sie war ursprünglich eine Filialkirche der Kirche auf dem Schützeberg und wurde im Jahre 1124 vom Erzbistum Mainz dem Kloster Hasungen unterstellt. Auch nachdem Todenhausen aufgegeben worden war, diente sie noch bis ins 15. Jahrhundert den Einwohnern von Bründersen, das erst 1534 eine eigene Dorfkirche und 1895 einen neuen Friedhof erhielt.
Eine der beiden Glocken der Kirche musste um 1422 der Stadt Wolfhagen überlassen werden. Die andere soll beim späteren Einsturz der Kirche in den westlich unterhalb der Kirche befindlichen Glockenborn gefallen sein; einer örtlichen Sage nach sei sie absichtlich in dem sumpfigen Gelände versenkt worden, damit sie nicht umherziehenden Banden oder Kriegsvolk zur Beute wurde. Einer anderen Sage gemäß wollten einige Wolfhager die Glocke für ihren eigenen Kirchturm stehlen, zogen nächtens mit einem Wagen nach Todenhausen, holten die Glocke vom einsturzgefährdeten Turm, luden sie auf den Wagen und fuhren mit ihr davon. Auf dem Weg nach Wolfhagen fiel die Glocke vom Wagen, und da es bald Tag werden sollte, deckten die Diebe sie zunächst mit Reisig zu. In der nächsten Nacht kehrten sie zurück, um die Glocke abzuholen, fanden aber an ihrer Stelle nur ein Loch im Erdboden vor. Als sie mit Stöcken nach der Glocke stocherten, begann plötzlich Wasser aus dem Loch zu sprudeln, und seitdem befindet sich dort der Glockenborn, der Wolfhagen lange mit gutem Wasser versorgte.
Die Steine der eingefallenen Kirche wurden in der Folge anderswo verbaut, zum Teil in das Portal des Kirchhofs, während die Mauer des Kirchhofs aufgrund dessen Nutzung als Friedhof erhalten blieb. Eine der Grabplatten am Portal der Kirchhofsmauer ist für den Kommandeur einer englischen Kavallerieeinheit, der im Siebenjährigen Krieg in einem Gefecht mit Franzosen zwischen Bründersen und dem Graner Berg sein Leben verlor.